# Catherine Webb
Catherine Webb (27 april 1986 is een Britse schrijfster van sciencefiction- en fantasyverhalen. Hiervoor won ze onder meer een World Fantasy Award en een John W. Campbell Memorial Award. Ze schrijft behalve onder haar eigen naam ook fantasy onder het pseudoniem Kate Griffin  en sciencefiction onder het pseudoniem Claire North.

## Biografisch
Webb schreef haar eerste boek (Mirror Dreams) toen zij veertien jaar oud was. Nadat het in werd 2002 uitgegeven, werd zij benoemd tot Young Trailblazer Of The Year door Cosmo Girl. Ze schreef vervolgens nog zeven Young Adult-boeken, waarvan vier over speurder Horatio Lyle. Webb studeerde geschiedenis aan de London School of Economics. Ze bracht in 2009 haar eerste werk voor volwassenen uit, het fantasyboek A Madness of Angels (als 'Kate Griffin'). Dit bleek het eerste van een serie over magiër Matthew Swift.
Webbs eerste sciencefictionboek verscheen in 2014 met als titel The First Fifteen Lives of Harry August (onder het pseudoniem 'Claire North'). Hierin wordt het titelpersonage steeds opnieuw in 1919 geboren en wordt hij door de som van alle kennis die hij opdoet in al zijn levens steeds wijzer. Webb won voor dit boek een John W. Campbell Memorial Award. Ze won in 2017 een World Fantasy Award voor The Sudden Appearance of Hope. Hierin is het hoofdpersonage een vrouw die door iedereen die haar dertig seconden niet hoort of ziet totaal wordt vergeten. Dit brengt zowel na- als voordelen met zich mee.

### Boeken (Young Adult)
- 2002 - Mirror Dreams (Mirror-serie deel I)
- 2003 - Mirror Wakes (Mirror-serie deel II)
- 2003 - Waywalkers  (Sam Linnifer-serie deel I)
- 2004 - Timekeepers  (Sam Linnifer-serie deel II)
- 2006 - The Extraordinary and Unusual Adventures of Horatio Lyle
- 2006 - The Obsidian Dagger: Being the Further Extraordinary Adventures of Horatio Lyle
- 2008 - The Doomsday Machine: Another Astounding Adventure of Horatio Lyle
- 2010 - The Dream Thief: An Extraordinary Horatio Lyle Mystery

### Als Kate Griffin
- 2009 - A Madness of Angels (Matthew Swift-serie deel I)
- 2010 - The Midnight Mayor (Matthew Swift-serie deel II)
- 2011 - The Neon Court (Matthew Swift-serie deel IIII)
- 2012 - The Minority Council (Matthew Swift-serie deel IV)
- 2012 - Stray Souls (Magicals Anonymous-serie deel I)
- 2013 - The Glass God (Magicals Anonymous-serie deel II)

### Als Claire North
- 2014 - The First Fifteen Lives of Harry August (John W. Campbell Memorial Award)
- 2015 - Touch
- 2015 - The Gameshouse (ook verkrijgbaar als drie novellettes: The Serpent, The Thief en The Master)[1]
- 2016 - The Sudden Appearance of Hope (World Fantasy Award)
- 2017 - The End of the Day
- 2018 - 84K
- 2019 - The Pursuit of William Abbey
- 2021 - Notes from the Burning Age
- 2022 - Ithaca
- 2023 - House of Odysseus

- Biblioteca Nacional de España: XX5469964
- Bibliothèque nationale de France: cb14570760t (data)
- Gemeinsame Normdatei: 128606371
- International Standard Name Identifier: 0000 0001 1072 8036
- Library of Congress Control Number: nr2002023984
- Nationale Bibliotheek van Letland: 000308731
- MusicBrainz: a0c60c3e-d2ae-4b35-ab63-71ce78063249
- Bibliotheek van het Japanse parlement: 00908280
- Nationale Bibliotheek van Tsjechië: pna2015882415
- Nationale bibliotheek van Australië: 40413834
- Nationale Bibliotheek van Polen: a0000001666184
- Nederlandse Thesaurus van Auteursnamen: 238025047
- Réseau des bibliothèques de Suisse occidentale: 02-A024116068
- Russische Staatsbibliotheek: 000185995
- SNAC: w64v58zf
- Système universitaire de documentation: 178620793
- Trove: 1446587
- Virtual International Authority File: 79530071
- WorldCat: E39PBJrwTJhTxKYjmbMBdwkMT3